# Конвой Трук – Куре (15.08.43 – 28.08.43)
Конвой Трук — Куре (15.08.43 — 28.08.43) — японський конвой часів Другої світової війни, проведення якого відбувалось у серпні 1943-го.
Вихідним пунктом конвою був атол Трук у центральній частині Каролінських островів, де ще до війни створили потужну базу японського ВМФ, з якої до лютого 1944-го провадились операції в цілому ряді архіпелагів. Пунктом призначення стала розташована на Внутрішньому Японському морі головна база Імперського ВМФ Куре (при тому, що майже всі перевезення на та з Труку здійснювались через Йокосуку — один з портів Токійської затоки).
До складу конвою увійшли танкер «Хісі-Мару №2» (Hishi Maru No. 2) і транспорти «Косоку-Мару №3» та «Кітакамі-Мару», тоді як охорону забезпечував тральщик W-15.
Загін вирушив з порту 15 серпня 1943-го. Його маршрут пролягав через кілька традиційних районів патрулювання американських підводних човнів, які зазвичай діяли на підходах до Труку, біля Маріанських островів (тут конвой зайшов 19 серпня на острів Сайпан), островів Огасавара та поблизу східного узбережжя Японського архіпелагу. Втім, у підсумку проходження конвою відбулось успішно і 28 жовтня він досягнув Куре (крім «Кітакамі-Мару», що в якийсь момент відокремився від основного загону).